# Моменты случайной величины
Моме́нт случа́йной величины́ — числовая характеристика распределения данной случайной величины.

## Происхождение понятия
Момент в математике — прямая аналогия с понятием момента в физике и механике. В математике моменты функции — это количественные измерения, связанные с формой графика функции. Например, если функция представляет собой плотность вероятности, то первый момент — это ожидаемое значение, второй центральный момент — это дисперсия, третий стандартизированный момент — это асимметрия, а четвертый стандартизированный момент — это эксцесс. Если функция описывает плотность массы, то нулевой момент — это полная масса, первый момент (нормализованный по полной массе) — это центр масс, а второй момент — это момент инерции.

## Определения
Если дана случайная величина {\displaystyle \displaystyle X,} определённая на некотором вероятностном пространстве, то:
- {\displaystyle \displaystyle k}-м нача́льным моментом случайной величины {\displaystyle \displaystyle X,} где {\displaystyle k\in \mathbb {N} ,} называется величина

{\displaystyle \nu _{k}=\mathbb {E} \left[X^{k}\right],}
если математическое ожидание {\displaystyle \mathbb {E} [*]} в правой части этого равенства определено;
- {\displaystyle \displaystyle k}-м центра́льным моментом случайной величины {\displaystyle \displaystyle X} называется величина

{\displaystyle \mu _{k}=\mathbb {E} \left[(X-\mathbb {E} [X])^{k}\right],}
- {\displaystyle \displaystyle k}-м абсолю́тным и {\displaystyle \displaystyle k}-м центральным абсолютным моментами случайной величины {\displaystyle \displaystyle X} называется соответственно величины

{\displaystyle \nu _{k}=\mathbb {E} \left[|X|^{k}\right]} и {\displaystyle \mu _{k}=\mathbb {E} \left[|X-\mathbb {E} [X]|^{k}\right],}
- {\displaystyle \displaystyle k}-м факториальным моментом случайной величины {\displaystyle \displaystyle X} называется величина

{\displaystyle \mu _{k}=\mathbb {E} \left[X(X-1)...(X-k+1)\right],}
если математическое ожидание в правой части этого равенства определено.
Абсолютные моменты могут быть определены не только для целых, но и для любых положительных действительных чисел {\displaystyle k} в случае, если соответствующие интегралы сходятся.

## Замечания
- Если определены моменты {\displaystyle \displaystyle k}-го порядка, то определены и все моменты низших порядков {\displaystyle 1\leqslant k'<k.}
- В силу линейности математического ожидания центральные моменты могут быть выражены через начальные:
{\displaystyle \mu _{k}=\sum \limits _{s=0}^{k}{(-1)^{s}C_{k}^{s}\nu _{k-s}\nu _{1}^{s}}}.

## Геометрический смысл некоторых моментов
- {\displaystyle \displaystyle \mu _{1}} равняется математическому ожиданию распределения.
- {\displaystyle \displaystyle \mu _{2}} равняется дисперсии распределения {\displaystyle \displaystyle (\mu _{2}=\sigma ^{2})} и показывает разброс распределения вокруг среднего значения.
- {\displaystyle \displaystyle \mu _{3}}, будучи соответствующим образом нормализован, является числовой характеристикой симметрии распределения. Более точно, выражение

{\displaystyle {\frac {\mu _{3}}{\sigma ^{3}}}}
называется коэффициентом асимметрии.
- {\displaystyle \displaystyle \mu _{4}} показывает, насколько тяжелые у распределения хвосты. Величина

{\displaystyle \gamma _{2}={\frac {\mu _{4}}{\sigma ^{4}}}-3}
называется коэффициентом эксцесса распределения {\displaystyle \displaystyle X.}

## Вычисление моментов
- Моменты могут быть вычислены напрямую через определение путём интегрирования соответствующих степеней случайной величины. В частности, для абсолютно непрерывного распределения с плотностью {\displaystyle \displaystyle f(x)} имеем:

{\displaystyle \nu _{k}=\int \limits _{-\infty }^{\infty }x^{k}\,f(x)\,dx,}
если {\displaystyle \nu _{k}=\int \limits _{-\infty }^{\infty }|x|^{k}\,f(x)\,dx<{+\infty },}
а для дискретного распределения с функцией вероятности {\displaystyle p(x)}:
{\displaystyle \nu _{k}=\sum \limits _{x}x^{k}\,p(x),}
если {\displaystyle \nu _{k}=\sum \limits _{x}|x|^{k}\,p(x)<{+\infty }.}
- Также моменты случайной величины могут быть вычислены через её характеристическую функцию {\displaystyle \displaystyle \phi (t)}:

{\displaystyle \nu _{k}=\left.i^{-k}{\frac {d^{k}}{dt^{k}}}\phi (t)\right\vert _{t=0}.}
- Если распределение таково, что для него в некоторой окрестности нуля определена производящая функция моментов {\displaystyle \displaystyle M(t),} то моменты могут быть вычислены по следующей формуле:

{\displaystyle \nu _{k}=\left.{\frac {d^{k}}{dt^{k}}}M(t)\right\vert _{t=0}.}

## Обобщения
Можно также рассматривать нецелые значения {\displaystyle k}. Момент, рассматриваемый как функция от аргумента {\displaystyle k}, называется преобразованием Меллина.
Можно рассматривать моменты многомерной случайной величины. Тогда первый момент будет вектором той же размерности, второй — тензором второго ранга (см. матрица ковариации) над пространством той же размерности (хотя можно рассматривать и след этой матрицы, дающий скалярное обобщение дисперсии). И т. д.